# 谭坝乡
谭坝乡，是中华人民共和国四川省乐山市沙湾区曾经下辖的一个乡。2019年12月，撤销谭坝乡，将其所属行政区域划归太平镇管辖。

## 行政区划
谭坝乡撤销前下辖以下地区：
谭坝社区、谭坝村、挹峨村、大同村、永丰村、绿化村、玉禅村、沫江村和廖湾村。